# James Younger (5e vicomte Younger de Leckie)
James Younger 5e vicomte Younger de Leckie (né le 11 novembre 1955), est un pair héréditaire élu qui siège sur les bancs conservateurs de la Chambre des lords. 

## Jeunesse
James Younger est né le 11 novembre 1955, fils de George Younger (4e vicomte Younger de Leckie). 
Il fait ses études au Winchester College, où il fait partie de l'équipe de football de l'école, et à l'Université de St Andrews où il étudie l'histoire médiévale. Il est titulaire d'un MBA du Henley Management College. 

## Carrière
Il travaille dans le domaine de la gestion du personnel et du recrutement. 
En juin 2010, il remporte l'élection partielle pour remplacer le 14e comte de Northesk décédé en mars 2010. Il hérite de sa pairie en 2003, après l'adoption de la House of Lords Act 1999, ce qui en fait l'un des rares membres héréditaires de la Chambre des Lords, qui n'était pas membre avant l'entrée en vigueur de la loi. 
Il est vice-président de la Buckingham Constituency Conservative Association. 
Le 25 juin 2012, il est nommé Lord-in-waiting (Lords Whip). Le 9 janvier 2013, Lord Younger est nommé sous-secrétaire d'État parlementaire à la propriété intellectuelle au Département des Affaires, de l'Innovation et des Compétences, par David Cameron. 
Le 27 juillet 2019, il est nommé sous-secrétaire d'État parlementaire au Département du Logement, des Communautés et du Gouvernement local dans le gouvernement de Boris Johnson. 